# شگرف‌خزنده‌ایان
شگرف‌خزنده‌ایان (نام علمی: Thescelosaurinae) نام یک زیرخانواده از راسته پرنده‌کفلان است.